# (2911) Miahelena
(2911) Miahelena (1938 GJ) – planetoida z pasa głównego asteroid okrążająca Słońce w ciągu 4,68 lat w średniej odległości 2,8 j.a. Odkryta 8 kwietnia 1938 roku.